# 2-Methyl-4,6-dinitrophenol
2-Methyl-4,6-dinitrophenol, auch 4,6-Dinitro-o-kresol (DNOC), ist ein zweifach nitriertes ortho-Kresol. Es wurde von Bayer 1892 als erstes synthetisches Insektizid auf den Markt gebracht. 1925 wurde es auch als Herbizid eingeführt.

## Eigenschaften
2-Methyl-4,6-dinitrophenol bildet gelbe Kristalle mit trikliner Kristallstruktur, die in trockener Form explosiv sind und bei 88,2–89,9 °C schmelzen. Es ist hochgiftig und kann über die Haut aufgenommen werden. Im Tierversuch zeigt 2-Methyl-4,6-dinitrophenol mutagene Wirkung. Mit Alkalimetallen bildet es wasserlösliche Salze.

## Verwendung
2-Methyl-4,6-dinitrophenol ist ein nicht-systemisches Insektizid und Akarizid mit Kontakt- und Fraßgiftwirkung gegen beißende und saugende Schädlinge, speziell zur Bekämpfung der Nonne (Lymantria monacha) im Forst, als Winterspritzmittel (Gelbkarbolineum, Gelböl) gegen Überwinterungsstadien tierischer Schädlinge im Obst- und Weinbau und als Ovizid gegen Spinnmilben eingesetzt. Weiterhin wird es als Kontaktherbizid mit Ätzwirkung gegen einjährige Unkräuter im Getreide und Mais sowie zur Krautabtötung im Kartoffelbau eingesetzt. Biochemisch wirkt es wie 2,4-Dinitrophenol als Entkoppler der oxidativen Phosphorylierung.
Es wird als Natrium- oder Ammoniumsalz mit einer Beimengung von mindestens 10 % Wasser verwendet.
Eine angebliche Verwendung von 2-Methyl-4,6-dinitrophenol während des Vietnamkriegs als Entlaubungsmittel „Agent Yellow“ wird in der deutschsprachigen Literatur gelegentlich erwähnt. In der englischsprachigen Fachpresse gibt es darauf keine Hinweise.

## Zulassung
Seit 1991 ist 2-Methyl-4,6-dinitrophenol europaweit nicht mehr zugelassen.

## Handelsnamen
- Antinonnin als erstes synthetisches Insektizid 1894 von Bayer patentiert und in Verkehr gebracht.[12]
- Dinitrol, Etzel: DNOC für die Anwendung als Herbizid[13]
- Selinon (Ammoniumsalz), Dinitrokarbolineum, Dinitrosol-Karbol: DNOC als Winterspritzmittel für den Obstbau